# Lillsjön (Dorotea socken, Lappland, 716893-147601)
Lillsjön är en sjö i Dorotea kommun i Lappland och ingår i Ångermanälvens huvudavrinningsområde. Sjön har en area på 0,204 kvadratkilometer och ligger 466,9 meter över havet. Sjön avvattnas av vattendraget Lillån.

## Delavrinningsområde
Lillsjön ingår i det delavrinningsområde (716935-147563) som SMHI kallar för Utloppet av Lillsjön. Medelhöjden är 530 meter över havet och ytan är 2,24 kvadratkilometer. Räknas de 14 avrinningsområdena uppströms in blir den ackumulerade arean 73,06 kvadratkilometer. Lillån som avvattnar avrinningsområdet har biflödesordning 3, vilket innebär att vattnet flödar genom totalt 3 vattendrag innan det når havet efter 265 kilometer. Avrinningsområdet består mestadels av skog (90 procent). Avrinningsområdet har 0,2 kvadratkilometer vattenytor vilket ger det en sjöprocent på 9,1 procent.